# Balboa (León)
Balboa  (en gallego Valboa) es un municipio y lugar español de la provincia de León, en la comunidad autónoma de Castilla y León. Cuenta con una población de 263 habitantes (INE 2024). Se encuentra situado en el valle del río Balboa, en la comarca tradicional de Valcarce y en la comarca administrativa de El Bierzo. Es uno de los municipios leoneses en los que se habla gallego.

## Toponimia
Su nombre derivaría del latín vallis-bona, que se traduciría por valle bueno o buen valle.

## Geografía
| Noroeste: Cervantes        | Norte: Cervantes      | Nordeste: Villafranca del Bierzo         |
| Oeste: Vega de Valcarce    |                       | Este: Villafranca del Bierzo / Trabadelo |
| Suroeste: Vega de Valcarce | Sur: Vega de Valcarce | Sureste: Trabadelo                       |

## Historia
Algunos restos arqueológicos dan cuenta de la antigüedad del poblamiento humano en el municipio, que tendría sus raíces en la cultura megalítica.
Sin embargo, la fundación de Balboa y del resto de las localidades del municipio se dataría en la Edad Media, cuando se integraron en el reino de León, en cuyo seno se habría acometido su fundación o repoblación. Así, la primera mención escrita a Balboa se da en una donación que Bermudo II de León realiza al monasterio de Samos en el año 988. Asimismo, Balboa aparece mencionada posteriormente en la confirmación de privilegios en el arcedianato de Triacastela, realizada por el rey Fernando II de León en 1164, mencionándose a Balboa (Valle Bona) como uno de los lugares perteneciente a la sede episcopal leonesa. Desde mediados del siglo XIII se constata en el Cartulario de Santa María de Carracedo el acopio de propiedades y derechos en Balboa, a la que se menciona como Valvoa o Valbona de Valcarcer.
Tras depender de los Rodríguez de Valcárcel, la fortaleza de Balboa pasó a manos de los Álvarez Osorio en el siglo XV, tras el matrimonio del adelantado mayor del Reino de León, Pedro Álvarez Osorio el Bueno, con Constantina de Valcárcel, hija del último García Rodríguez de Valcárcel. El nieto de estos, también llamado Pedro Álvarez Osorio, señor de Cabrera y Ribera de León, recibió del rey Enrique IV en 1456 el título de conde de Lemos, que quedó ligado a Balboa hasta que, ya en el siglo XVI, la fortaleza pasó a depender de los marqueses de Villafranca.
Paralelamente, con la reducción de ciudades con voto en Cortes a partir de las Cortes de 1425, Balboa pasó a estar representado por León, lo que le hizo formar parte de la provincia de León en la Edad Moderna, situándose dentro de ésta en el partido de Ponferrada.
Finalmente, en la Edad Contemporánea, en 1821 Balboa fue una de las localidades que pasó a formar parte de la provincia de Villafranca, si bien al perder ésta su estatus provincial al finalizar el Trienio Liberal, en la división de 1833 Balboa quedó adscrito a la provincia de León, dentro de la Región Leonesa.

## Demografía
Cuenta con una población de 263 habitantes (INE 2024).
| Gráfica de evolución demográfica de Balboa entre 1842 y 2021                                                          |
| |
| Población de derecho según los censos de población del INE. Población de hecho según los censos de población del INE. |

### Núcleos de población

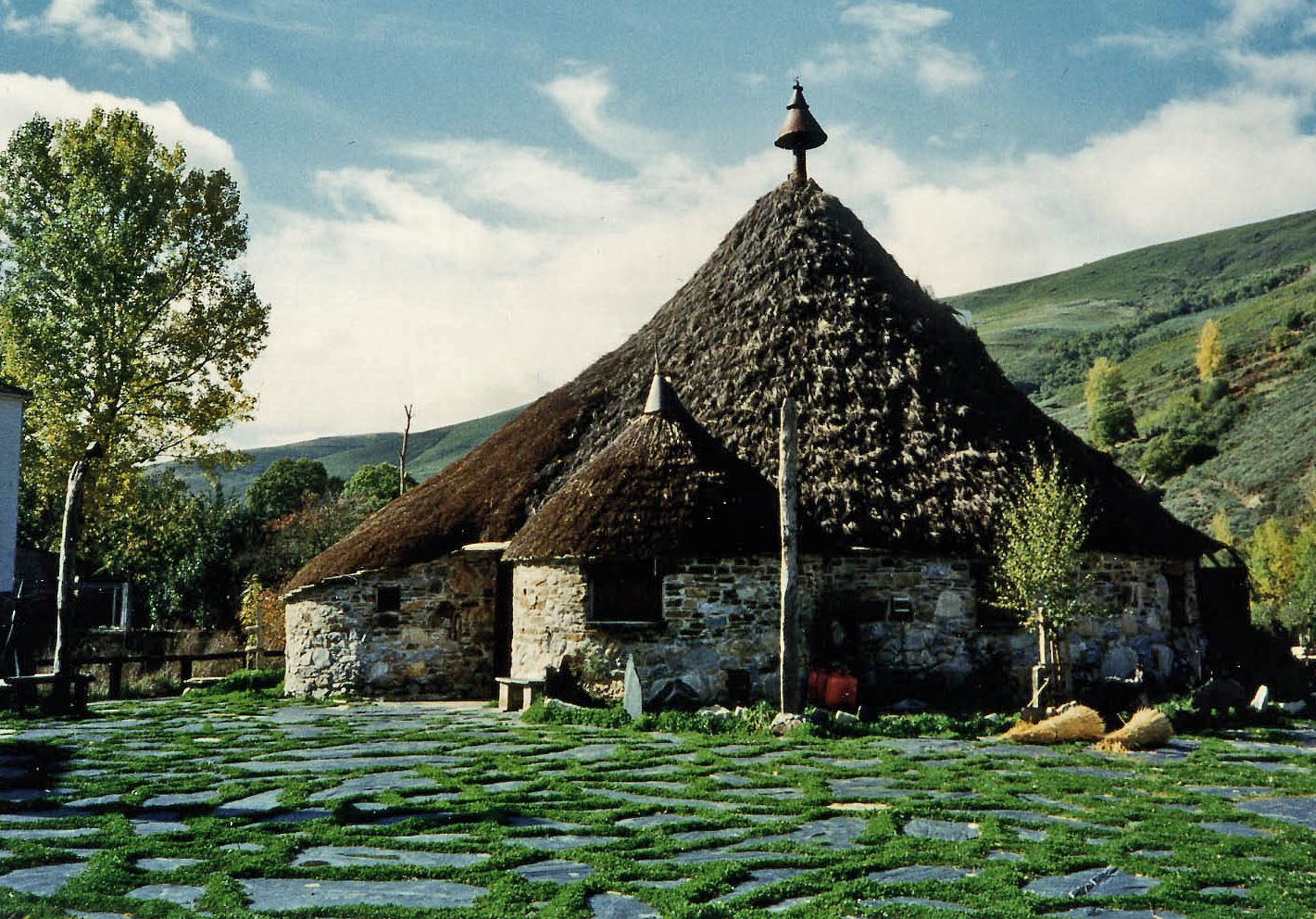
Palloza con su tejado original

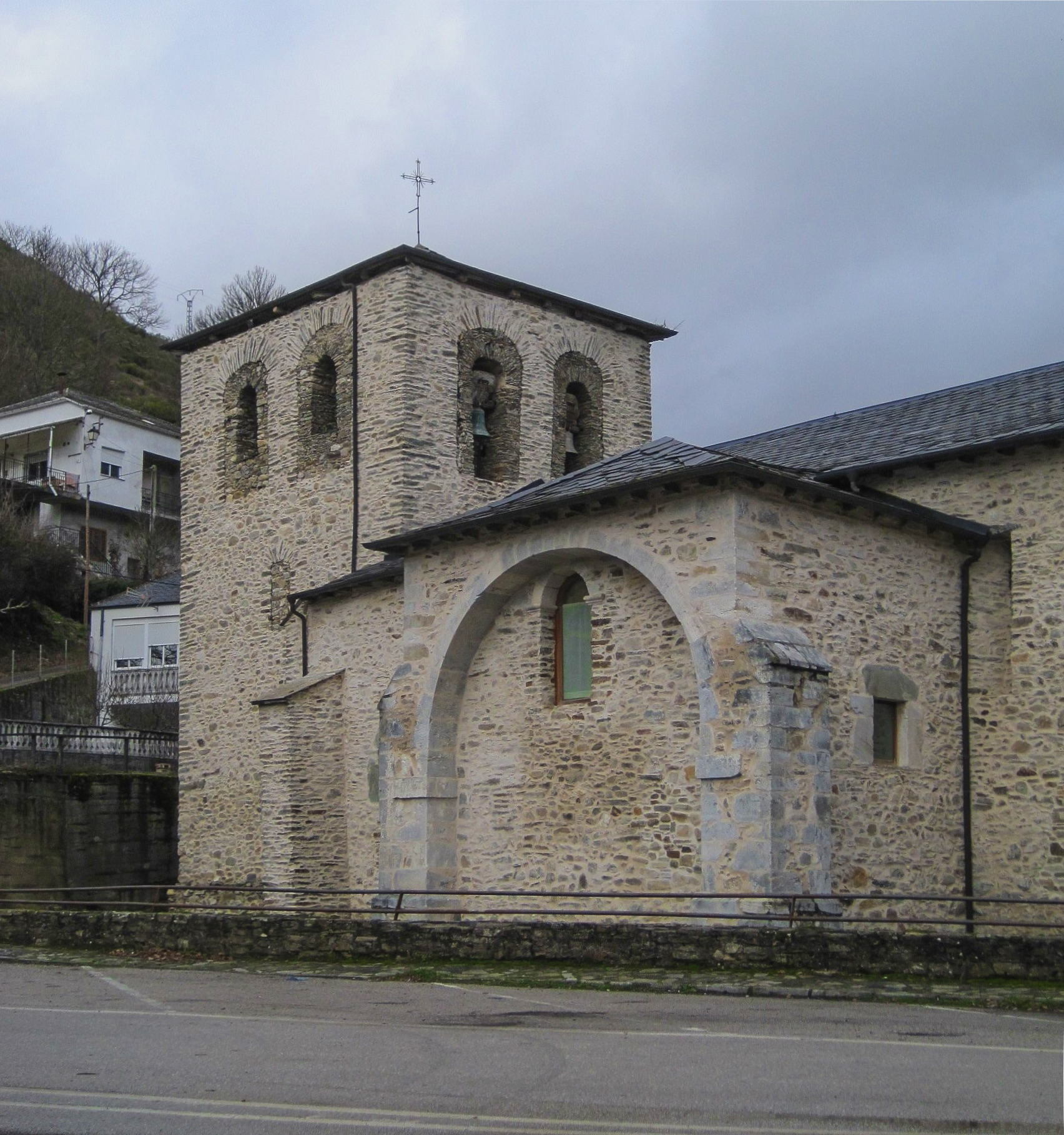
Iglesia de Santa Marina

El municipio se divide en varios núcleos de población, que poseían la siguiente población en 2017 según el INE.
| Núcleo de población | Población |
| ------------------- | --------- |
| Balboa              | 79        |
| Villafeile          | 45        |
| Cantejeira          | 38        |
| Pumarín             | 24        |
| Villariños          | 23        |
| Castañoso           | 16        |
| Quintela            | 16        |
| Valverde            | 16        |
| Lamagrande          | 14        |
| Chan de Villar      | 13        |
| Villanueva          | 12        |
| Castañeiras         | 7         |
| Fuente de Oliva     | 5         |
| Villarmarín         | 5         |
| Ruideferros         | 3         |
| Parajís             | 1         |
| Ruidelamas          | 1         |

## Comunicaciones

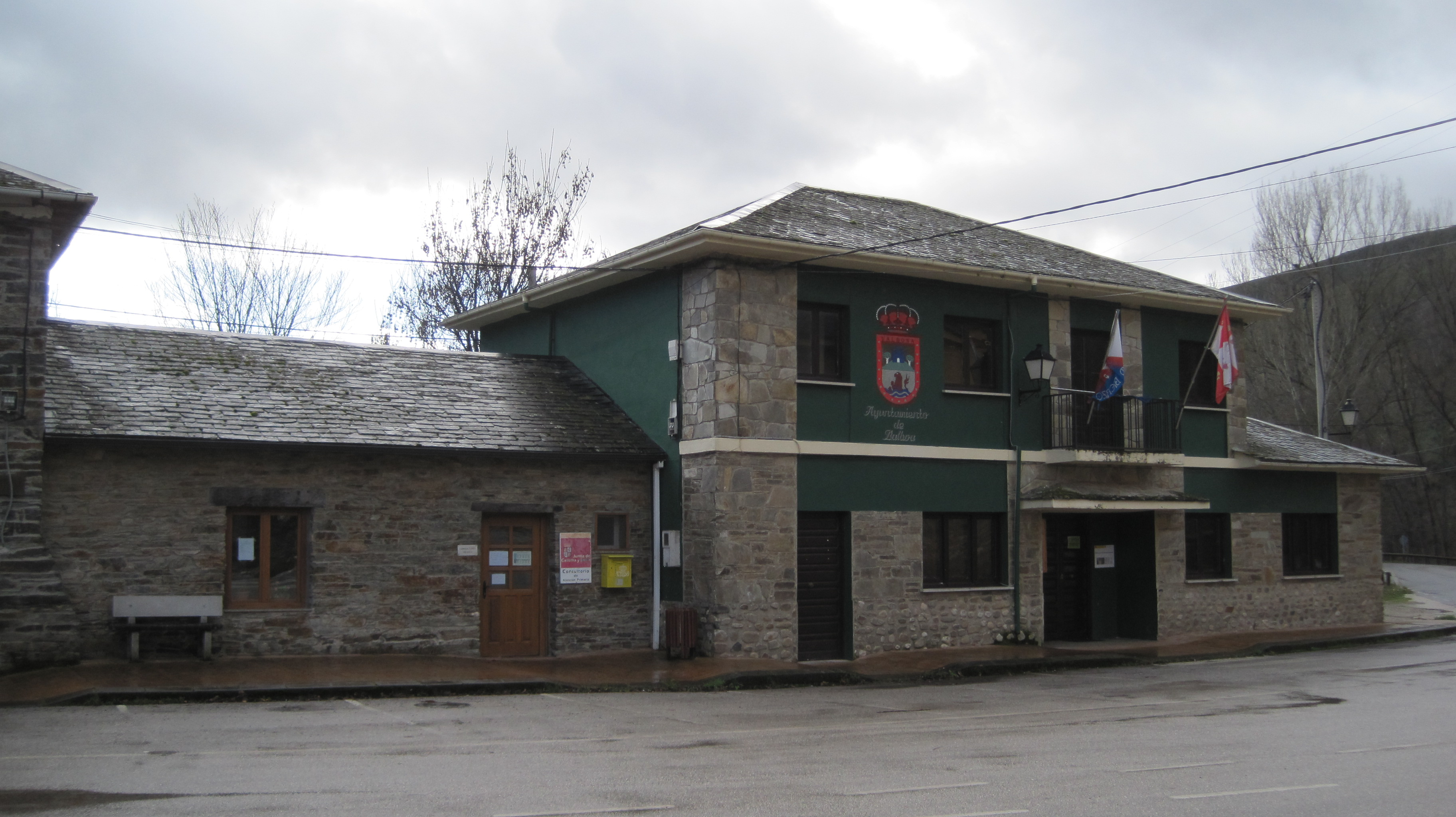
Casa consistorial

El municipio se comunica mediante la carretera provincial LE-723, que comunica con la N-VI y la A-6.

## Cultura

### Patrimonio

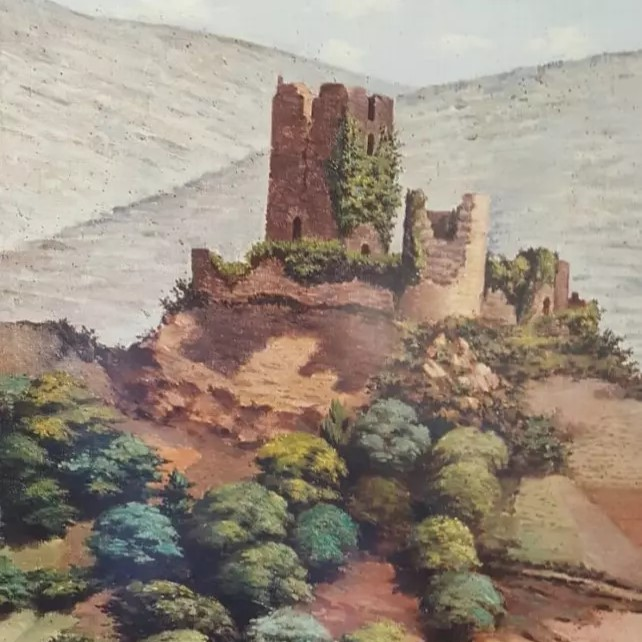
Castillo de Balboa, pintura de 1860

- El castillo de Balboa, del siglo XIV.
- La iglesia de Santa Marina (BIC), construida entre los siglos XIII y XVI en estilo renacentista y de origen románico.
- La Casa de las Gentes, además de un museo y un centro cívico dotado con un salón de actos y oficina de turismo, es un foro permanente de reivindicación de la cultura rural y de todo lo que supone la vida en los pueblos.
- Las pallozas.

### Festividades
Las fiestas a destacar son:
- Foliada Balboa Feroz (febrero).
- La Noche Mágica de San Juan (24 de junio).
- Observatorio Festival (1 y 2 de julio)
- Santa Marina (18 de julio).
- Reggaeboa (tercer fin de semana de julio).
- Vibra Balboa (primer fin de semana de septiembre).
- Magosto Celta (primer fin de semana de noviembre).